# Stade 8 Mai 1945
Stade 8 Mai 1945 – wielofunkcyjny stadion w Satif, w Algierii. Został otwarty 3 maja 1972 roku. Może pomieścić 25 000 widzów. Swoje spotkania rozgrywają na nim piłkarze klubów ES Sétif i USM Sétif.